# Roberto Dairiens
Roberto Dairiens ( Argentina, 17 de febrero de 1929 - Buenos Aires, Argentina, 10 de junio de 2011 ) fue un director de teatro y actor de cine y de teatro cuyo nombre real era Jorge Roberto Pandolfi.

## Actividad profesional
Dairiens se interesó por el teatro desde su adolescencia, después de terminar la escuela secundaria siguió cursos en el Seminario Dramático de la Secretaría de Cultura de la ciudad de Buenos Aires y a los 20 años interpretó su primer papel en el rol de Julio, en Retazo. Más adelante tomó la dirección del elenco de la Compañía de Buenos Aires, con la cual estrenaron la comedia Delirio en el Teatro General San Martín sin que la dirección de actores le impidiera continuar su labor de intérprete. En 1951 formó parte del elenco de Roberto Aulés y en 1953 integró el del Instituto de Arte Moderno. Además de las giras con la compañía ocupó un puesto en la dirección de la cooperativa teatral El Carro de Tespis, con la que realizó un vasto plan cultural y didáctico. En 1959 dirigió en el teatro Agón, el estreno de la obra Tiempo de langostas (1959), del autor italiano Ezio D’Errico. Dairiens se especializó en obras de Tennessee Williams (El zoo de cristal, Un tranvía llamado Deseo, De repente en el último verano, Lo que no se dice, La gata sobre el tejado de zinc caliente) y fue responsable de las puestas de Pago diferido (1962); Lecho nupcial, El andador, La cantante calva (1968) entre otras obras.
Entre sus puestas más acertadas y exitosas deben señalarse las de las obras de J. B. Priestley tales como Yo estuve aquí una vez, El árbol de los Linden y Sombra brillante. Muchas de sus puestas alcanzaron más de mil representaciones a lo largo de tres temporadas. También abordó el teatro para niños, género en el cual  Conrado Nalé Roxlo era uno de sus autores preferidos.
Organizó ciclos de teatro leído, de conferencias y realizó giras de acción cultural. Hizo cursos y seminarios en Neuquén, Zapala, San Martín de los Andes y Saladillo, en esta última ciudad luego de un curso realizado en 1979 organizó la Comedia de Saladillo, que a partir de 1980 en que levantó su sala presentó diversas obras.
Entre 1979 y 1985 trabajó en cine y a partir de 1990 fue secretario de la Casa del Teatro, institución que presidió desde el 1998 hasta su fallecimiento. Dairiens, que nunca se casó, murió en Buenos Aires el 10 de junio de 2011.

## Filmografía
- Las minas de Salomón Rey (1986)
- Las barras bravas (1985) …Presidente del tribunal
- Un loco en acción  (1983) …Conserje
- Te rompo el rating (1981)
- Custodio de señoras  (1979)
- La nona  (1979) …Almacenero

## Televisión
- Momento de incertidumbre (1985) serie.

## Teatro
Dirección
- Maribel y la extraña familia
- Espíritu travieso
- El tiempo y los Conway''
- ''Las d´enfrente (las de enfrente)
- Pago diferido
- Lecho nupcial
- Delirio
- Tiempo de langostas (1959)
- El zoo de cristal
- Un tranvía llamado Deseo
- De repente en el último verano
- Lo que no se dice
- La gata sobre el tejado de zinc caliente
- Pago diferido (1962)
- Lecho nupcial
- El andador de Norberto Aroldi
- La cantante calva (1968
- Yo estuve aquí una vez
- El árbol de los Linden
- Sombra brillante
- El oso
- Antes del desayuno
- Sexteto
- La extraña señora Armstrong
- Cuando estemos casados
- Reino en la tierra

## Intérprete teatral
- Comedieta
- Cuando estemos casados